# Sébazac-Concourès
Sébazac-Concourès é uma comuna francesa na região administrativa de Occitânia, no departamento de Aveyron. Estende-se por uma área de 25,82 km². Em 2010 a comuna tinha 3 352 habitantes (densidade: 129,8 hab./km²).